# کاروت تاپ
کاروت تاپ (انگلیسی: Carrot Top؛ زاده ۲۵ فوریهٔ ۱۹۶۵) یک هنرپیشه اهل ایالات متحده آمریکا است.